# Kálmán Pongrácz
Dans le nom hongrois Pongrácz Kálmán, le nom de famille précède le prénom, mais cet article utilise l’ordre habituel en français Kálmán Pongrácz, où le prénom précède le nom.
Pour les articles homonymes, voir Pongrácz.
Kálmán Pongrácz, né le 11 octobre 1898 à Erzsébetfalva et mort le 15 janvier 1980 à Budapest, est un homme politique hongrois, bourgmestre puis président du conseil de Budapest entre 1949 et 1950, puis entre 1950 et 1958. Il est à ce titre le premier dirigeant communiste de la capitale hongroise, connu notamment pour la reconstruction du Széchenyi Lánchíd, la création du réseau de trolleybus de Budapest, l'inauguration de l'Aéroport de Ferihegy, la construction du Sztálin-híd (actuel Árpád híd) et la mise en place du Grand Budapest.